# Marek kucmerka
Marek kucmerka  (Sium sisarum L.) – gatunek byliny należący do rodziny selerowatych. W Polsce rzadko uprawiany jako warzywo, archeofit  .

## Rozmieszczenie geograficzne
W wąskim ujęciu taksonomicznym w stanie dzikim nie występuje , a wyróżniany w takim ujęciu pokrewny gatunek, Sium sisaroideum (w innych uznawany za tożsamy ), występuje we wschodniej części Obszaru Śródziemnomorskiego oraz w Obszarze Irano-Turańskim, również w północnej Afryce. Rośnie też jako introdukowany we Francji i Niemczech .

## Morfologia

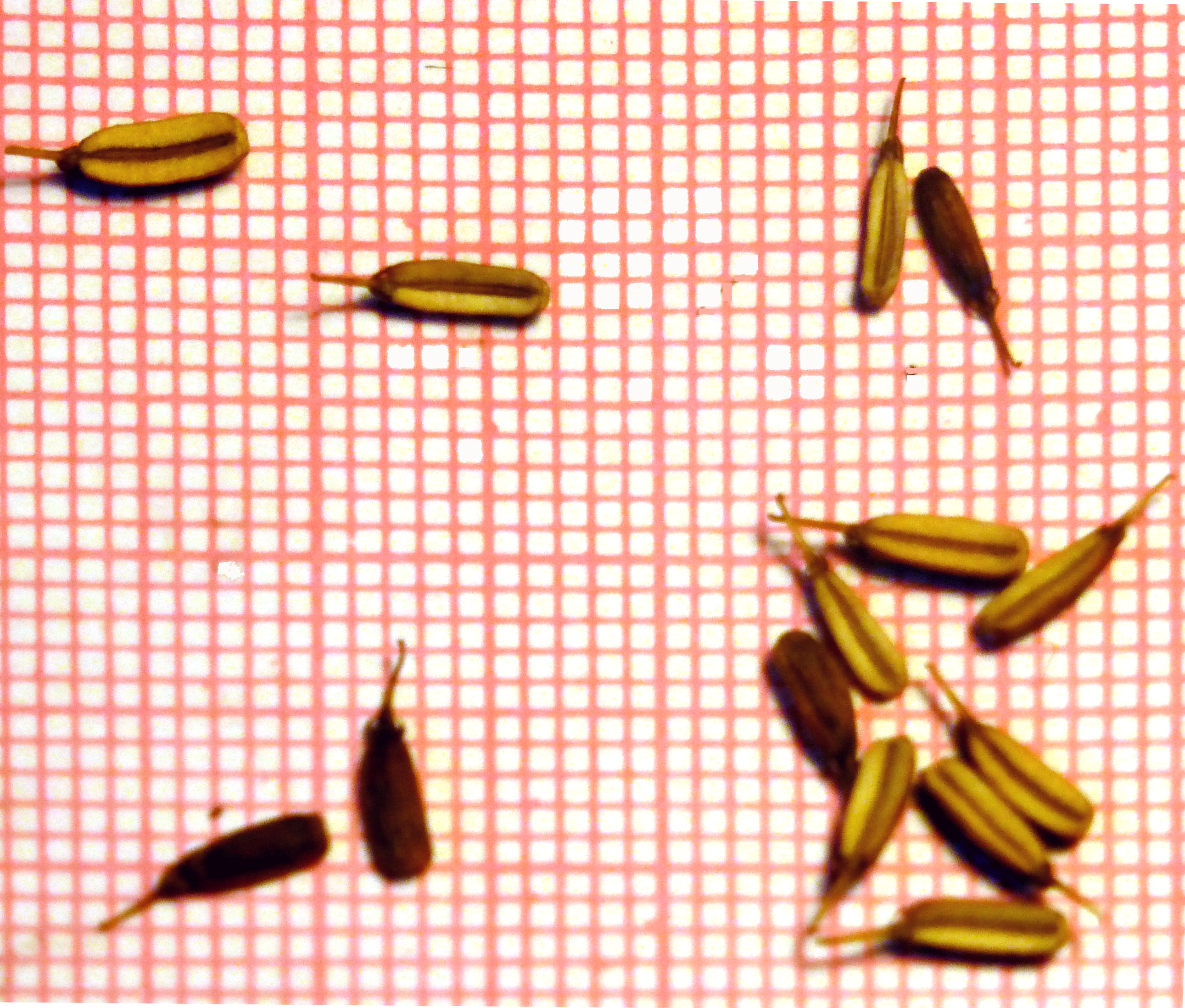
Nasiona marka kucmerki

PokrójBylina mierząca 40–100 cm wysokości .
ŁodygaŁodyga pusta w środku; rozgałęziona w górnej części.
LiścieLiście łodygowe, złożone, nieparzystopierzaste , ciemnozielone, połyskujące , od 3 do 11 listków różnych kształtów (od owalnych po lancetowate) i rozmiarów, o długości od 2,5 do 8 cm, o szerokości od 3 do 10 mm .
KwiatyPłaskie baldachy złożone  składające się z 5–6 baldaszków po 10–12 drobnych (o średnicy około 2 mm ) wonnych białych kwiatów , obupłciowych, samopylnych, zapylanych także przez owady .
OwoceRozłupnie żebrowane o długości 3 mm, rozłupki zakrzywione .
KorzeńKorzeń w uprawie osiąga długość około 15–20 cm, koncentryczne, cylindryczne połączone ze sobą bulwy o grubości około 10 mm, wewnątrz białe lub szarobiałe, częściowo zdrewniałe  .
Gatunki podobneZbliżonym gatunkiem jest wykazujący działanie trujące marek szerokolistny, który różni się m.in. kanciasto bruzdowaną łodygą.

## Biologia

### Cechy fitochemiczne
Roślina zawiera m.in.: luteolinę, kemferol, kwercetynę,
izokwercytrynę, skopoletynę.

### Rozwój
Roślina wieloletnia, liście pojawiają się w marcu, kwiaty w lipcu, nasiona dojrzewają we wrześniu .

### Genetyka
20–22 chromosomy w sporoficie, 11 w gametoficie.

## Systematyka i zmienność
Wywodzi się z prawdopodobnie z dzikiego gatunku Sium sisaroideum (rośliny z różnych populacji tych gatunków tworzą wspólny klad z nierozstrzygniętą relacją, przedstawioną jako politomia, a według niektórych baz taksonomicznych taksony te uznawane są w istocie za jeden gatunek) lub Sium lancifolium (Bieb.) Thell, który pozbawiony jest bulw. Gatunek uprawny jest niekiedy określany jako Sium sisarum sisarum .

## Pochodzenie
Roślina pochodzi ze wschodniej Azji  . Według Linneusza i Edwarda Lewisa Sturtevanta (1842–1898) pochodzi z Chin. Pojawiła się w Europie około X wieku .

## Nazewnictwo
Pierwsza nazwa polska, krucmorka, pojawiła się w 1389 roku. Możliwe, że temat słowotwórczy –morka wywodzi się z niemieckiego Mehre (pol. marchew), a słowo pochodzi z niemieckiej nazwy Kritzelmore.
Inne historyczne warianty nazw polskich marka kucmerki to: korzenie cukrowe, kucmerka, kucmorka, kucmerka swoyska, marek cukrowy korzeń, cruczmorka, slodiczka.

## Ekologia
Pokrewny lub tożsamy (synonimiczny) dziki gatunek Sium sisaroideum występuje na terenach podmokłych, wzdłuż rzek, potoków źródeł, w paśmie reglowym .

## Zastosowanie

### Roślina lecznicza
Surowiec zielarskiSproszkowany korzeń.
DziałaniePrzypisuje się mu wzmaganie apetytu, redukcję dolegliwości trawiennych, wspieranie działania wątroby, pomoc na hemoroidy.

### Roślina jadalna
Walory kulinarne
Roślina uprawiana dla lekkostrawnych , słodkich w smaku  mączystych bulw  bogatych w węglowodany  i białko . Smak surowej bulwy jest zbliżony do marchwi czy pasternaku, lekko orzechowy  . Warzywo polecane dla dzieci i dla osób ze schorzeniami przewodu pokarmowego .
W Turcji spożywa się także części nadziemne.
Sposoby przyrządzania
Zalecane jest usunięcie zdrewniałego, niejadalnego trzonu korzenia . Bulwy można spożywać na surowo lub po ugotowaniu (np. w mleku ), duszeniu , pieczeniu, smażeniu  , np. jako dodatek do zup  lub purée . Prażone bulwy były używane jako surogat kawy . Wywar z korzeni był w XVIII wieku poddawany fermentacji z wykorzystaniem drożdży w celu uzyskania napoju alkoholowego .
Znaczenie w kuchniach świata
Marek kucmerka był wykorzystywany jako warzywo w Niemczech i Anglii w XVI wieku.
W Polsce korzenie marka kucmerki były jadane co najmniej od czasów Jagiellonów, np. jako danie postne, podawano je np. z ryżem i rodzynkami. Roślina ta była wówczas bardziej lubiana w polskiej kuchni niż marchew. Jako warzywo była popularna w Polsce co najmniej do końca XVII wieku.

## Uprawa
Historia uprawy

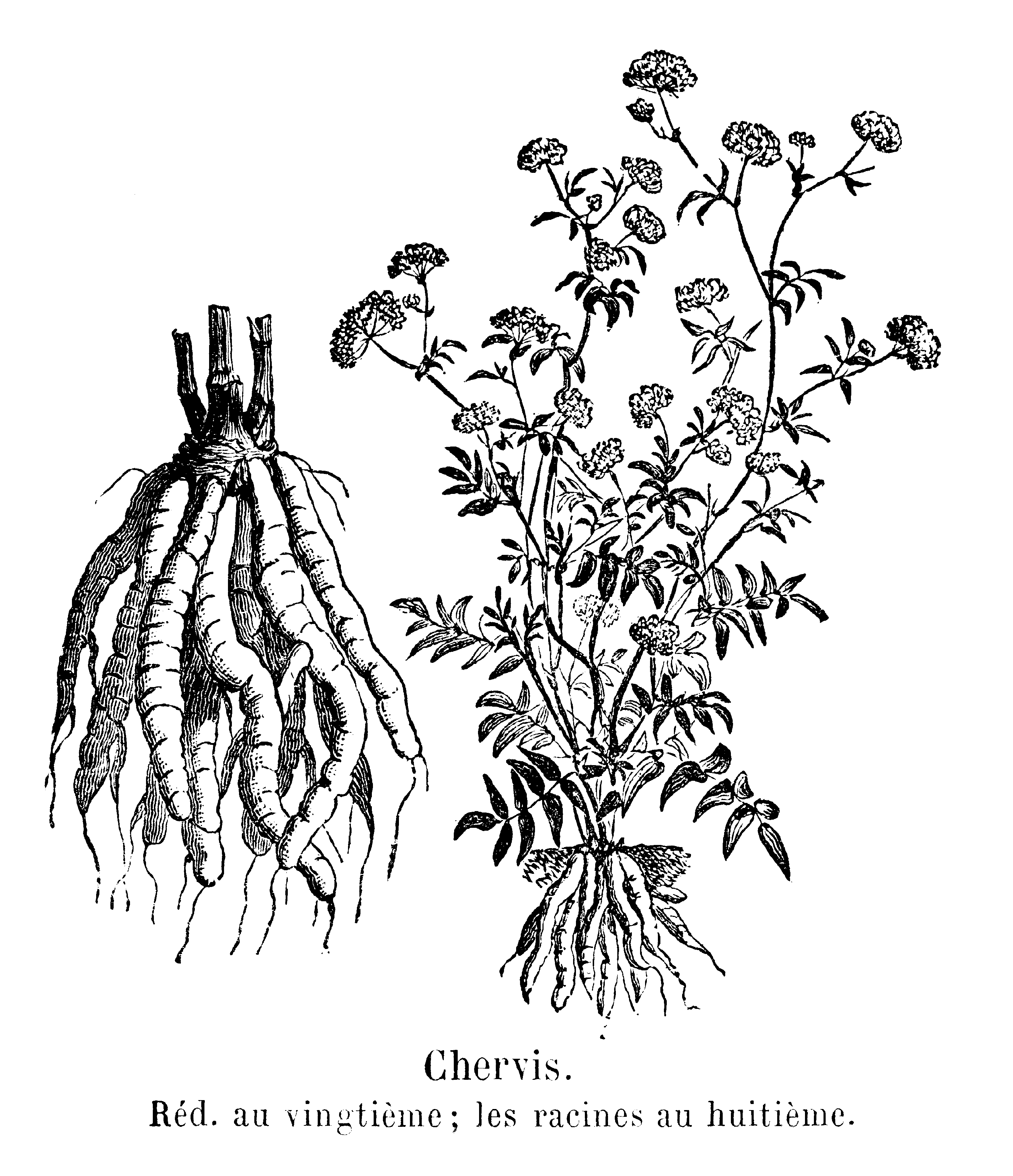
Marek kucmerka na grafice z francuskiej pracy Les plantes potagères, 1904 r.

Do Europy trafił około X wieku, choć niektóre źródła uznają za prawdopodobne, że był uprawiany już przez starożytnych Rzymian. Uprawiany jest również w Azji. Gatunek w swym traktacie wymieniła Hildegarda z Bingen pod nazwą gerle. W nowożytnej Europie marek kucmerka był uprawiany głównie w XVI i XVII wieku, w XVIII wieku niemal całkowicie zaprzestano uprawy na rzecz ziemniaków . W Polsce był uprawiany w średniowieczu jako warzywo dla słodkich bulw  . Wówczas pojawiał się na dworach królewskich . Możliwe, że warzywo zostało przywiezione po raz pierwszy do Polski z Niemiec.
Wymagania
Żyzna i wilgotna gleba , lekka piaszczysta, lub średnia ilasta, o odczynie kwaśnym, obojętnym lub zasadowym. Nasłonecznienie pełne lub półcień .
Rozmnażanie
Sadzonki z rozsadnika lub wysiew bezpośrednio do gruntu . Możliwe rozmnażanie wegetatywne poprzez podział bulw.
Zbiór i przechowywanie
Zbiór bulw późną jesienią lub wczesną zimą przed przymrozkami. Bulwy powinny być przechowywane w chłodzie, mogą być trzymane w lodówce.
Produkcja w Polsce i na świecie
Gatunek jest sporadycznie uprawiany w Europie (np. w Wielkiej Brytanii), również w Polsce . Zbierany lokalnie w Chinach .